# Kamala (Wrestler)
James Harris (* 28. Mai 1950 in Senatobia, Mississippi; † 9. August 2020 in Brooklyn, New York City) war ein US-amerikanischer Wrestler, der unter dem Ringnamen Kamala bekannt wurde. Während seiner aktiven Zeit arbeitete er für die größten Wrestlingorganisationen weltweit und dort zusammen mit deren größten Stars. Sein größter Titelerfolg war der viermalige Erhalt des United States Wrestling Association Unified World Heavyweight Champion Titels. Harris war auch als Sänger aktiv.

## Vor dem Wrestling
Harris wurde als eines von sechs Kindern in Senatobia im Bundesstaat Mississippi geboren. Seine Eltern bewirtschafteten dort ein Stück Land auf Sharecropping-Basis. Als seine Mutter neu heiratete, zogen sie nach Coldwater. Zwar hatte sein Stiefvater nun ein eigenes Stück Land, aber die Familie musste die Wohlfahrt in Anspruch nehmen, um überleben zu können.
Im Alter von 17 Jahren verließ Harris, der über keine Ausbildung verfügte, Mississippi und ging nach Florida. Dort bestritt er seinen Lebensunterhalt als Pflücker bei der Fruchternte. Später arbeitete er als Klempner und schließlich selbständig als Dachdecker. Auch kam er hier erstmals mit Wrestling in Berührung, als er sich die Veranstaltungen in Florida ansah.
Harris zog im Alter von 25 Jahren nach Michigan, um sich beruflich zu verbessern, hatte jedoch kein Glück. Zu dieser Zeit wurde er von der Wrestlinglegende Bobo Brazil entdeckt und von diesem sowie Tiny Tim Hampton trainiert.

## Wrestlingkarriere
1978 gab Harris sein Wrestlingdebüt in Greenwood, Mississippi als Sugar Bear Harris. Später trat er dann als Ugly Bear Harris sowie als Big Jim Harris in den südlichen Staaten der USA auf und bekam Percy Pringle als Manager zur Seite gestellt. Harris entschied sich schließlich, nach Europa zu gehen, um seine Fähigkeiten weiterzuentwickeln. Nach einem Jahr in Deutschland kam er 1981 nach England. Hier entwickelte er den Ringcharakter The Mississippi Mauler, der dem des Kamala bereits recht ähnlich war.
1982, zurück in den USA, entdeckten ihn der Promoter Jerry Jarrett und der Wrestler Jerry Lawler für die Continental Wrestling Association. Lawler entwickelte zusammen mit Harris das Gimmick des Kamala beziehungsweise zunächst Kimala. Harris stellte nun einen aus Uganda stammenden, wilden Kannibalen dar, der angeblich ehemaliger Beschützer von Idi Amin gewesen sei. Das Gimmick funktionierte sehr gut, sorgte für ausverkaufte Häuser und hatte zudem den Vorteil, dass es Harris fehlende Fähigkeiten am Mikrofon verdeckte, da er nicht sprechen musste. Wegen seiner Statur erhielt er zusätzlich den Spitznamen The Ugandan Giant (dt. „Der ugandische Riese“). In den Folgejahren trat Harris für verschiedene NWA Territorien auf. Man hatte ihm mittlerweile einen „Bändiger“ zur Seite gestellt, der zunächst von Buddy Wayne als Friday porträtiert wurde, später von Steve Lombardi als Kim Chee.
Über ein Fehdenprogramm mit André the Giant gelangte Harris durch dessen Fürsprache 1984 zum ersten Mal in die WWF, wo deren Fehde zunächst fortgesetzt wurde. 1985 verließ er die Liga jedoch kurzfristig wieder, um 1986 zurückzukehren und ein Fehdenprogramm mit WWF-Champion Hulk Hogan zu bestreiten. Nach der Hogan-Fehde machte man ihn eine Zeitlang zum Tag-Team-Partner von Sika the Wild Samoan, bevor er die WWF 1988 abermals verließ.
Harris arbeitete nun für die United States Wrestling Association und erhielt deren höchsten Titel viermal, wobei er gegen Jerry Lawler und Koko B. Ware fehdete.
1992 kehrte er, gemanagt von Harvey Wippleman, zur WWF zurück und bestritt ein Programm mit dem Undertaker, welches das erste im Fernsehen gezeigte Sargmatch hervorbrachte. Nach dem Ende der Fehde machte man Harris zum ersten Mal wieder zum Publikumsliebling und gab ihm Slick als neuen Manager. Seine Rolle war nun eher komödiantischer Natur. 1993 kehrte er dem Wrestling für fast zwei Jahre den Rücken und fuhr Truck.
1995 gab er sein Comeback bei World Championship Wrestling als Mitglied des Dungeon of Doom, wo er wieder mit Hulk Hogan als Fehdenpartner arbeitete. Da er keinen Langzeitvertrag erhielt, ging er bereits im Oktober des Jahres wieder. Danach legte er eine siebenjährige Pause vom Wrestlinggeschäft ein.
2001 erschien er bei Wrestlemania X-Seven wieder als Teilnehmer einer Legenden-Battle Royal. Seitdem bestritt er sporadische Auftritte, sowohl bei der WWE, als auch im unabhängigen Bereich.
Im 2010 gab Harris das endgültige Ende seiner Wrestling-Karriere bekannt, nachdem ihm als Folge von Diabetes und Bluthochdruck sein linker Fuß amputiert werden musste. Im Folgemonat musste dann das Bein entfernt werden. Am 5. April 2012 wurde das rechte Bein ebenfalls amputiert.

## Tod
Der an COVID-19 erkrankte Harris verstarb am 9. August 2020 im Alter von 70 Jahren, infolge eines zwei Tage zuvor erlittenen Herzinfarktes.

## Erfolge
| Erste Regentschaft | Zeitraum: 7. Juni 1982 – 9. August 1982 | Vorgänger: Jerry Lawler | Nachfolger: Jerry Lawler |

| Erste Regentschaft | Zeitraum: 26. Dezember 1994 – 26. Dezember 1994 | Vorgänger: The Moondogs Rex & Spot | Partner: Ron Harris | Nachfolger: PG-13 JC Ice & Wolfie D |

| Erste Regentschaft  | Zeitraum: 25. November 1991 – 2. Dezember 1991 | Vorgänger: Jerry Lawler                       | Nachfolger: Jerry Lawler                                                                   |
| Zweite Regentschaft | Zeitraum: 9. Dezember 1991 – 2. Februar 1992   | Vorgänger: Jerry Lawler                       | Nachfolger: Vakant Nach einem kontroversen Matchende gegen Koko B. Ware für vakant erklärt |
| Dritte Regentschaft | Zeitraum: 10. Februar 1992 – 24. Februar 1992  | Vorgänger: Vakant Kamala gewann das Rückmatch | Nachfolger: Koko B. Ware                                                                   |
| Vierte Regentschaft | Zeitraum: 16. März 1992 – 4. Mai 1992          | Vorgänger: Koko B. Ware                       | Nachfolger: Jerry Lawler                                                                   |

| Erste Regentschaft  | Zeitraum: Mai 1980 – 1980     | Vorgänger: Killer Karl Kox | Nachfolger: Terry Taylor          |
| Zweite Regentschaft | Zeitraum: 1980 – Oktober 1980 | Vorgänger: Ole Anderson    | Nachfolger: The Mongolian Stomper |

| Erste Regentschaft | Zeitraum: Oktober 1979 – 5. November 1979 | Vorgänger: Unbekannt | Partner: Oki Shikina | Nachfolger: Herb Calvert & Jimmy Garvin |

## Wissenswertes
- Harris war zum zweiten Mal verheiratet mit Melissa Guzman und lebte in Senatobia. Zuvor war er von 1974 bis 2005 mit Sheila Stover verheiratet.
- Seit 1993 sang, schrieb und produzierte er eigene Lieder.
- Er erhielt für seinen SummerSlam-Auftritt gegen den Undertaker 13.000 US-Dollar, sein Gegner eine halbe Million.
- 2008 wurde ihm die Ehrendoktorwürde von der Universität Arkansas verliehen.